# Zatrichodes horrifica
Zatrichodes horrifica är en fjärilsart som beskrevs av Edward Meyrick 1922. Zatrichodes horrifica ingår i släktet Zatrichodes och familjen praktmalar, Oecophoridae. Inga underarter finns listade i Catalogue of Life.